# Квинт Юний (народный трибун)
Квинт Юний (лат. Quintus Junius) (около 475 — после 439 года до н. э.) — римский политический деятель, народный трибун 439 года до н. э.
В 439 году до н. э., после убийства богатого римского хлеботорговца Спурия Мелия, во время голода продававшего хлеб по низкой цене и обвинённого в попытке узурпации власти, Квинт Юний с коллегами Квинтом Цецилием и Секстом Титинием добились созыва собрания для выборов на 438 год до н. э. военных трибунов вместо консулов.